# Найтдейл (Північна Кароліна)
Найтдейл (англ. Knightdale) — місто (англ. town) в США, в окрузі Вейк штату Північна Кароліна. Населення — 19 435 осіб (2020).

## Географія
Найтдейл розташований за координатами 35°47′30″ пн. ш. 78°29′47″ зх. д. / 35.79167° пн. ш. 78.49639° зх. д. (35.791726, -78.496457).  За даними Бюро перепису населення США в 2010 році місто мало площу 16,10 км², з яких 16,07 км² — суходіл та 0,03 км² — водойми. В 2017 році площа становила 17,45 км², з яких 17,43 км² — суходіл та 0,02 км² — водойми.

## Демографія
Згідно з переписом 2010 року, у місті мешкала 11 401 особа в 4226 домогосподарствах у складі 2977 родин. Густота населення становила 708 осіб/км².  Було 4723 помешкання (293/км²).
Расовий склад населення:
| - 50,0 % — білих - 38,3 % — чорних або афроамериканців - 1,7 % — азіатів - 0,6 % — корінних американців - 0,1 % — вихідців з тихоокеанських островів - 5,9 % — осіб інших рас |

До двох чи більше рас належало 3,5 %. Частка іспаномовних становила 11,4 % від усіх жителів.
За віковим діапазоном населення розподілялося таким чином: 29,4 % — особи молодші 18 років, 64,2 % — особи у віці 18—64 років, 6,4 % — особи у віці 65 років та старші. Медіана віку мешканця становила 32,6 року. На 100 осіб жіночої статі у місті припадало 87,3 чоловіків;  на 100 жінок у віці від 18 років та старших — 81,7 чоловіків також старших 18 років.
Середній дохід на одне домашнє господарство  становив 78 280 доларів США (медіана — 64 399), а середній дохід на одну сім'ю — 92 539 доларів (медіана — 80 204). Медіана доходів становила 46 151 долар для чоловіків та 41 300 доларів для жінок. За межею бідності перебувало 6,9 % осіб, у тому числі 7,9 % дітей у віці до 18 років та 9,1 % осіб у віці 65 років та старших.
Цивільне працевлаштоване населення становило 7387 осіб. Основні галузі зайнятості: освіта, охорона здоров'я та соціальна допомога — 25,7 %, науковці, спеціалісти, менеджери — 12,4 %, мистецтво, розваги та відпочинок — 10,7 %, публічна адміністрація — 9,9 %.